# Jérôme Usera y Alarcón
Pour les articles homonymes, voir Alarcon.
Jérôme Usera y Alarcón (Madrid, 15 septembre 1810 - La Havane, 17 mai 1891) est un cistercien missionnaire espagnol fondateur des sœurs de l'Amour de Dieu et reconnu vénérable par l'Église catholique.

## Biographie
Il naît à Madrid le 15 septembre 1810, pendant la guerre d'indépendance espagnole (1808-1814), dans une famille d'un haut niveau social et culturel puisque son père est directeur de l'académie royale gréco-latine. Il est baptisé le lendemain avec sa sœur jumelle dans l'église Saint Sébastien de Madrid (es) avec les prénoms de Marien Nicomède. À 14 ans, il annonce à son père son intention de devenir moine ; le 3 mars 1824, il entre à l'abbaye Santa María la Real d'Oseira (es) en Galice où il prend le nom de Jérôme Marien et prononce ses vœux religieux l'année suivante. Il y reçoit sa première formation religieuse et culturelle qu'il complète ensuite dans différentes abbayes de l'ordre : Villanueva de Oscos, Belmonte, Salamanque, Alcalá de Henares et finalement San Martín de Castañeda. Il est ordonné le 20 septembre 1834puis exerce comme curé de 1835 de 1837.
En 1836, les moines sont expulsés à la suite du désamortissement de Mendizábal. Il reste dans le diocèse d'Astorga dans l'espoir du prochain rétablissement des ordres religieux mais voyant que cela est impossible, il retourne dans sa ville natale en 1841 où il se dédie à l'apostolat. En 1844, alors qu'il enseigne le grec à l'Université de Madrid, il est chargé de l'éducation de deux jeunes africains originaires de l'île de Fernando Poo  (maintenant Bioko), cet événement lui fait prendre un tour décisif dans sa vie, car en même temps de préparer les deux jeunes au baptême, il conçoit le projet de partir évangéliser les îles du golfe du Biafra. Cela l'encourage à partir comme missionnaire à Fernando Póo et Annobón entre 1844 et 1846, devenant ainsi le premier missionnaire de ces îles, mais il contracte une grave maladie qui l'oblige à retourner en Espagne.
En 1849, il est envoyé à Cuba et nommé chanoine de la cathédrale de Santiago de Cuba ; comme le siège du diocèse est vacant, il est aussi nommé vicaire général et gouverneur ecclésiastique jusqu'à l'arrivée d'Antoine-Marie Claret, nouvel évêque. 
Mgr Claret l'envoie en Espagne pour qu'il traite de certaines questions liées au culte et au clergé ; mais lors de son séjour en Espagne, il est nommé doyen de Porto Rico, où il arrive en 1853 et nommé gouverneur du diocèse. Il développe une intense activité apostolique, notamment en faveur des enfants, des pauvres, des personnes noires et des esclaves. Pour ces activités, il fonde une école pour femmes et une maison de charité ; mais bientôt il se rend compte qu'il a besoin de personnel spécialisé. Avec la permission de son évêque, il retourne en Espagne. 
Le 27 avril 1864, il fonde la congrégation des sœurs de l'Amour de Dieu qui ouvre sa première école à Toro dans la province de Zamora. Pendant qu'il prépare les premières sœurs qu'il désire emmener avec lui en Amérique, il est nommé doyen du diocèse de San Cristóbal de La Havane. Cependant, bien qu'il soit contraint de partir à Cuba pour prendre ses nouvelles fonctions, il continue à diriger les sœurs par lettres ; et en 1871, les premières religieuses arrivent sur l'île. Il se donne à ses obligations de doyen et dirige les sœurs à Cuba et Espagne, il administre l'hôpital de San Felipe et Santiago et institue une société protectrice des enfants et une académie typographique pour filles. En reconnaissance de son travail social, la reine Isabelle II lui accorde la grand-croix de l'ordre d'Isabelle la Catholique. Il est aussi responsable de la cathédrale de La Havane, ville dans laquelle il décède le 17 mai 1891. En 1925, ses restes sont transférés de Cuba à la maison des sœurs de Toro où ils sont toujours aujourd'hui. Le 28 juin 1999, il est reconnu vénérable par le pape Jean-Paul II.